# Ostarmenien

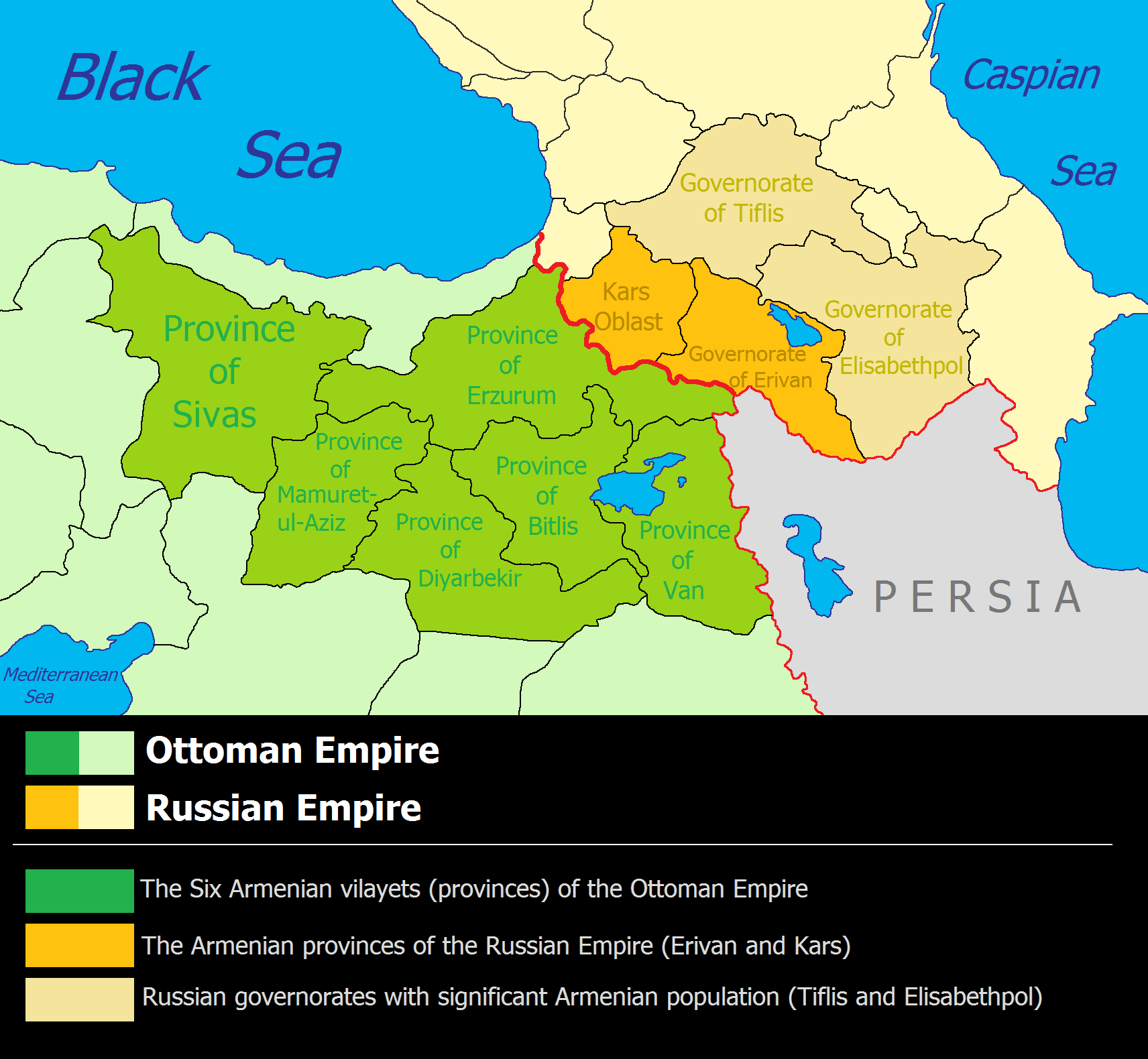
Das Östliche (Russische) Armenien ist gelb eingefärbt

Ostarmenien oder Kaukasisch-Armenien ist eine historische Bezeichnung für den Gebietsteil des Osmanischen Armeniens und des Persischen Armeniens, der nach dem Russisch-Osmanischen Krieg 1828 bis 1829 an das Russische Kaiserreich angeschlossen wurde, im Gegensatz zu Westarmenien, das auch nach 1829 zum Osmanischen Reich gehörte.
Es ist eine noch in der historischen und kunsthistorischen Literatur verwendete geografische Bezeichnung. Im historischen Zusammenhang wird für die Zeit der Zugehörigkeit zu Russland auch von Russisch-Armenien gesprochen.